# Ketilleira
Ketilleira är en bergstopp i republiken Island. Den ligger i regionen Västfjordarna, 733 km norr om huvudstaden Reykjavík. Toppen på Ketilleira är 712 meter över havet, eller 172 meter över den omgivande terrängen. Bredden vid basen är 3,9 km. Ketilleira ingår i Reiphólsfjöll.
Trakten runt Ketilleira är nära nog obefolkad, med mindre än två invånare per kvadratkilometer. Det finns inga samhällen i närheten. Trakten runt Ketilleira består i huvudsak av gräsmarker.